# فهرست قنات‌های شهرستان گنبد کاووس
جدول زیر براساس آمار وزارت جهاد کشاورزی تهیه شده‌است. فهرست زیر قنات‌های شهرستان گنبد کاووس در استان گلستان را نشان می‌دهد.
| نام قنات                 | موقعیت                             | نزدیک‌ترین روستا         | طول قنات (متر) | تعداد میله چاه | عمق مادر چاه | دبی (لیتر بر ثانیه) | سطح زیر کشت (هکتار) |
| ------------------------ | ---------------------------------- | ----------------------- | -------------- | -------------- | ------------ | ------------------- | ------------------- |
| آب ریانی                 | بخشی نامعلوم در شهرستان گنبد کاووس | سرخنکلاته               | ۵۰۰            | ۰              | ۲۰۰۰۰        | ۵                   | ۰                   |
| آق قنات                  | بخشی نامعلوم در شهرستان گنبد کاووس | ایکدر علیا              | ۹۰۰            | ۰              | ۱۳۰۰۰        | ۴                   | ۰                   |
| آقارضا                   | بخشی نامعلوم در شهرستان گنبد کاووس | حاجی‌آباد                | ۷۰۰            | ۰              | ۹۰۰۰         | ۳                   | ۰                   |
| آقاکوچکی                 | بخشی نامعلوم در شهرستان گنبد کاووس | سرکهریزا                | ۸۰۰            | ۰              | ۱۰۰۰۰        | ۷                   | ۰                   |
| ابده                     | بخشی نامعلوم در شهرستان گنبد کاووس | ولیک‌آباد                | ۴۰۰            | ۰              | ۱۲۰۰۰        | ۸                   | ۰                   |
| ابراهیم فندرسکی          | بخشی نامعلوم در شهرستان گنبد کاووس | معصوم‌آباد               | ۴۰۰            | ۰              | ۰            | ۴                   | ۰                   |
| استادبهرام               | بخشی نامعلوم در شهرستان گنبد کاووس | نوده ملک                | ۹۰۰            | ۰              | ۱۲۰۰۰        | ۸                   | ۰                   |
| اسدی                     | بخشی نامعلوم در شهرستان گنبد کاووس | سعدآباد                 | ۵۰۰            | ۰              | ۶۰۰۰         | ۰                   | ۰                   |
| اسدی                     | بخشی نامعلوم در شهرستان گنبد کاووس | سعدآباد                 | ۱۰۰۰           | ۰              | ۶۰۰۰         | ۱۳                  | ۰                   |
| اسپیدار                  | بخشی نامعلوم در شهرستان گنبد کاووس | ترنگ تپه                | ۷۰۰            | ۰              | ۱۰۰۰۰        | ۱۲                  | ۰                   |
| افرسی                    | بخشی نامعلوم در شهرستان گنبد کاووس | میان‌آباد                | ۴۸۰            | ۰              | ۹۰۰۰         | ۵                   | ۰                   |
| اقا علی اکبری            | بخشی نامعلوم در شهرستان گنبد کاووس | امیرآباد                | ۷۰۰            | ۰              | ۶۰۰۰         | ۱۴                  | ۰                   |
| امامزاده                 | بخشی نامعلوم در شهرستان گنبد کاووس | روشن‌آباد                | ۷۰۰            | ۰              | ۹۰۰۰         | ۴                   | ۰                   |
| امراستاد                 | بخشی نامعلوم در شهرستان گنبد کاووس | پیرواش                  | ۰              | ۰              | ۰            | ۲                   | ۰                   |
| امومال                   | بخشی نامعلوم در شهرستان گنبد کاووس | سرخنکلاته               | ۷۵۰            | ۰              | ۱۱۰۰۰        | ۱۸                  | ۰                   |
| انبار                    | بخشی نامعلوم در شهرستان گنبد کاووس | علی‌آباد کنارشهر         | ۱۰۰۰           | ۰              | ۱۵۰۰۰        | ۴                   | ۰                   |
| انجیل خرما               | بخشی نامعلوم در شهرستان گنبد کاووس | حکیم‌آباد                | ۸۰۰            | ۰              | ۸۰۰۰         | ۱۵                  | ۰                   |
| انجیلو                   | بخشی نامعلوم در شهرستان گنبد کاووس | معصوم‌آباد               | ۹۰۰            | ۰              | ۱۲۰۰۰        | ۱٫۵                 | ۰                   |
| اوانسیان                 | بخشی نامعلوم در شهرستان گنبد کاووس | بلوک غلام               | ۶۰۰            | ۰              | ۱۲۰۰۰        | ۹                   | ۰                   |
| اوسنه                    | بخشی نامعلوم در شهرستان گنبد کاووس | میان‌آباد                | ۰              | ۰              | ۰            | ۱۱                  | ۰                   |
| ایش کهریز آب             | بخشی نامعلوم در شهرستان گنبد کاووس | خان ببین (امامیه)زارعین | ۱۵۰۰           | ۰              | ۵۰۰۰         | ۳                   | ۰                   |
| باباکردی                 | بخشی نامعلوم در شهرستان گنبد کاووس | حسن طیب                 | ۲۲۰۰           | ۰              | ۱۲۰۰۰        | ۱۲                  | ۰                   |
| باد و                    | بخشی نامعلوم در شهرستان گنبد کاووس | علی‌آباد کنارشهر         | ۸۰۰            | ۰              | ۱۰۰۰۰        | ۳                   | ۰                   |
| بازار                    | بخشی نامعلوم در شهرستان گنبد کاووس | سعدآباد                 | ۴۵۰            | ۰              | ۷۰۰۰         | ۳۰                  | ۰                   |
| باقرآباد                 | بخشی نامعلوم در شهرستان گنبد کاووس | چهارچنار                | ۲۰۰            | ۰              | ۷۰۰۰         | ۳                   | ۰                   |
| باقرآباد                 | بخشی نامعلوم در شهرستان گنبد کاووس | معصوم‌آباد               | ۸۵۰            | ۰              | ۸۰۰۰         | ۸                   | ۰                   |
| باقری                    | بخشی نامعلوم در شهرستان گنبد کاووس | کماسی                   | ۰              | ۰              | ۱۱۰۰۰        | ۱۵٫۱۱۹۹۹۹۸۸۵۵۵۹۱    | ۰                   |
| باقری                    | بخشی نامعلوم در شهرستان گنبد کاووس | کماسی                   | ۸۰۰            | ۰              | ۹۰۰۰         | ۱۱٫۶۵۹۹۹۹۸۴۷۴۱۲۱    | ۰                   |
| تش کلو                   | بخشی نامعلوم در شهرستان گنبد کاووس | سرخنکلاته               | ۵۰۰            | ۰              | ۱۲۰۰۰        | ۶                   | ۰                   |
| تقوی                     | بخشی نامعلوم در شهرستان گنبد کاووس | شمس‌آباد                 | ۱۲۰۰           | ۰              | ۷۰۰۰         | ۱۵                  | ۰                   |
| تقی                      | بخشی نامعلوم در شهرستان گنبد کاووس | چوپلانی                 | ۹۰۰            | ۰              | ۲۰۰۰۰        | ۳                   | ۰                   |
| تله وار                  | بخشی نامعلوم در شهرستان گنبد کاووس | سنکدوین                 | ۵۵۰            | ۰              | ۸۰۰۰         | ۱                   | ۰                   |
| جعفرآباد                 | بخشی نامعلوم در شهرستان گنبد کاووس | مزرعه کتول              | ۴۹۰            | ۰              | ۷۰۰۰         | ۲                   | ۰                   |
| جعفرخانی                 | بخشی نامعلوم در شهرستان گنبد کاووس | معصوم‌آباد               | ۸۰۰            | ۰              | ۲۵۰۰۰        | ۱٫۵                 | ۰                   |
| جعفرگرایلی               | بخشی نامعلوم در شهرستان گنبد کاووس | قوش کپری                | ۹۰۰            | ۰              | ۱۲۰۰۰        | ۶                   | ۰                   |
| جعفری                    | بخشی نامعلوم در شهرستان گنبد کاووس | سلطان‌آباد               | ۷۰۰            | ۰              | ۸۰۰۰         | ۴                   | ۰                   |
| جلگه زاوه                | بخشی نامعلوم در شهرستان گنبد کاووس | سرخنکلاته               | ۹۵۰            | ۰              | ۱۰۰۰۰        | ۱۰                  | ۰                   |
| جنگش                     | بخشی نامعلوم در شهرستان گنبد کاووس | نقی‌آباد                 | ۶۰۰            | ۰              | ۶۰۰۰         | ۱۲                  | ۰                   |
| جهر                      | بخشی نامعلوم در شهرستان گنبد کاووس | قلی‌آباد                 | ۷۰۰            | ۰              | ۴۰۰۰         | ۵                   | ۰                   |
| جول کرز                  | بخشی نامعلوم در شهرستان گنبد کاووس | میان‌آباد                | ۷۰۰            | ۰              | ۳۰۰۰         | ۱۰                  | ۰                   |
| جول کهریز                | بخشی نامعلوم در شهرستان گنبد کاووس | میان‌آباد                | ۳۰۰            | ۰              | ۵۰۰۰         | ۱٫۵                 | ۰                   |
| حاج آقاحسین              | بخشی نامعلوم در شهرستان گنبد کاووس | شمس‌آباد                 | ۹۰۰            | ۰              | ۸۰۰۰         | ۸                   | ۰                   |
| حاج الیاس                | بخشی نامعلوم در شهرستان گنبد کاووس | اودک دوجی               | ۱۰۰۰           | ۰              | ۱۰۰۰۰        | ۶                   | ۰                   |
| حاج حسن سوخته سرائی      | بخشی نامعلوم در شهرستان گنبد کاووس | دارکلاته                | ۳۰۰            | ۰              | ۱۰۰۰۰        | ۹                   | ۰                   |
| حاج رضا                  | بخشی نامعلوم در شهرستان گنبد کاووس | سلطان‌آباد               | ۶۰۰            | ۰              | ۶۰۰۰         | ۴                   | ۰                   |
| حاج سلیمان بای           | بخشی نامعلوم در شهرستان گنبد کاووس | رامیان                  | ۶۰۰            | ۰              | ۱۰۰۰۰        | ۶                   | ۰                   |
| حاج علی                  | بخشی نامعلوم در شهرستان گنبد کاووس | چوپلانی                 | ۱۳۰۰           | ۰              | ۲۰۰۰۰        | ۵                   | ۰                   |
| حاج غلام                 | بخشی نامعلوم در شهرستان گنبد کاووس | دلند                    | ۳۰۰            | ۰              | ۵۰۰۰         | ۶٫۵                 | ۰                   |
| حاج قربانعلی سوخته سرائی | بخشی نامعلوم در شهرستان گنبد کاووس | دارکلاته                | ۱۰۰۰           | ۰              | ۱۵۰۰۰        | ۲۸                  | ۰                   |
| حاج قلیچ - گل تپه        | بخشی نامعلوم در شهرستان گنبد کاووس | لاله باغ                | ۶۰۰            | ۰              | ۴۰۰۰         | ۶                   | ۰                   |
| حاج پرویز                | بخشی نامعلوم در شهرستان گنبد کاووس | تخشی محله               | ۵۰۰            | ۰              | ۱۲۰۰۰        | ۷                   | ۰                   |
| حاج کلانتری              | بخشی نامعلوم در شهرستان گنبد کاووس | الوکلاته                | ۸۰۰            | ۰              | ۸۰۰۰         | ۸                   | ۰                   |
| حاجی اربابی              | بخشی نامعلوم در شهرستان گنبد کاووس | کوزن فارس               | ۸۰۰            | ۰              | ۴۰۰۰         | ۴                   | ۰                   |
| حاجی ایشان سیدی          | بخشی نامعلوم در شهرستان گنبد کاووس | حاجی بالخان             | ۹۰۰            | ۰              | ۱۴۰۰۰        | ۷                   | ۰                   |
| حاجی تاجی                | بخشی نامعلوم در شهرستان گنبد کاووس | حیدرآباد                | ۸۰۰            | ۰              | ۱۸۰۰۰        | ۱۵                  | ۰                   |
| حاجی رجب                 | بخشی نامعلوم در شهرستان گنبد کاووس | سیدآباد                 | ۱۲۰۰           | ۰              | ۲۲۰۰۰        | ۴                   | ۰                   |
| حاجی رجب                 | بخشی نامعلوم در شهرستان گنبد کاووس | خان ببین                | ۳۰۰            | ۰              | ۴۰۰۰         | ۷                   | ۰                   |
| حاجی عاشور               | بخشی نامعلوم در شهرستان گنبد کاووس | حاجی کلاته              | ۱۷۰۰           | ۰              | ۹۰۰۰         | ۱۴                  | ۰                   |
| حاجی عبدالرضا            | بخشی نامعلوم در شهرستان گنبد کاووس | ازدارتپه                | ۰              | ۰              | ۱۵۰۰۰        | ۱۲                  | ۰                   |
| حاجی علی اسلامی          | بخشی نامعلوم در شهرستان گنبد کاووس | توحید                   | ۱۰۰۰           | ۰              | ۲۴۰۰۰        | ۱۶                  | ۰                   |
| حاجی علی اسلامی          | بخشی نامعلوم در شهرستان گنبد کاووس | توحید                   | ۱۵۰۰           | ۰              | ۲۴۰۰۰        | ۲۲                  | ۰                   |
| حاجی غلام علی            | بخشی نامعلوم در شهرستان گنبد کاووس | حیدرآباد                | ۱۰۰۰           | ۰              | ۱۵۰۰۰        | ۱۸                  | ۰                   |
| حاجی نظر                 | بخشی نامعلوم در شهرستان گنبد کاووس | کوزلی                   | ۰              | ۰              | ۹۰۰۰         | ۸۰۰                 | ۰                   |
| حاج‌آباد                  | بخشی نامعلوم در شهرستان گنبد کاووس | سرخنکلاته               | ۵۰۰            | ۰              | ۱۰۰۰۰        | ۴                   | ۰                   |
| حسن‌آباد                  | بخشی نامعلوم در شهرستان گنبد کاووس | مرزن کلاته              | ۶۰۰            | ۰              | ۱۵۰۰۰        | ۴                   | ۰                   |
| حسین جرجانی              | بخشی نامعلوم در شهرستان گنبد کاووس | پیرواش                  | ۰              | ۰              | ۰            | ۴                   | ۰                   |
| حسین جرجانی              | بخشی نامعلوم در شهرستان گنبد کاووس | پیرواش                  | ۰              | ۰              | ۰            | ۳                   | ۰                   |
| حسین جرجانی              | بخشی نامعلوم در شهرستان گنبد کاووس | پیرواش                  | ۰              | ۰              | ۰            | ۵                   | ۰                   |
| حسین کلوجی               | بخشی نامعلوم در شهرستان گنبد کاووس | سرخنکلاته               | ۴۵۰            | ۰              | ۱۲۰۰۰        | ۴                   | ۰                   |
| حلقه نور                 | بخشی نامعلوم در شهرستان گنبد کاووس | سعدآباد                 | ۶۰۰            | ۰              | ۵۰۰۰         | ۵                   | ۰                   |
| حیدرآباد                 | بخشی نامعلوم در شهرستان گنبد کاووس | حیدرآباد                | ۱۵۰۰           | ۰              | ۸۰۰۰         | ۱۰                  | ۰                   |
| خان                      | بخشی نامعلوم در شهرستان گنبد کاووس | سعدآباد                 | ۲۰۰            | ۰              | ۶۰۰۰         | ۱۶                  | ۰                   |
| خدرعلی                   | بخشی نامعلوم در شهرستان گنبد کاووس | ولیک‌آباد                | ۱۲۰۰           | ۰              | ۱۳۰۰         | ۱۲                  | ۰                   |
| خرات تپه                 | بخشی نامعلوم در شهرستان گنبد کاووس | والش‌آباد                | ۶۰۰            | ۰              | ۱۲۰۰۰        | ۴                   | ۰                   |
| خرده کهریز               | بخشی نامعلوم در شهرستان گنبد کاووس | حسین‌آباد                | ۵۰۰            | ۰              | ۶۰۰۰         | ۵                   | ۰                   |
| خرس کلو                  | بخشی نامعلوم در شهرستان گنبد کاووس | معصوم‌آباد               | ۷۰۰            | ۰              | ۷۰۰۰         | ۱۰                  | ۰                   |
| خرگوش تپه                | بخشی نامعلوم در شهرستان گنبد کاووس | سرخنکلاته               | ۷۵۰            | ۰              | ۱۶۰۰۰        | ۵                   | ۰                   |
| خطیری                    | بخشی نامعلوم در شهرستان گنبد کاووس | کفشگیری                 | ۵۰۰            | ۰              | ۱۲۰۰۰        | ۱۳                  | ۰                   |
| خلیل خوری                | بخشی نامعلوم در شهرستان گنبد کاووس | معصوم‌آباد               | ۳۰۰            | ۰              | ۷۰۰۰         | ۲۰                  | ۰                   |
| خوجه قلی قربانپور        | بخشی نامعلوم در شهرستان گنبد کاووس | کنکور                   | ۱۴۰۰           | ۰              | ۹۰۰۰         | ۵                   | ۰                   |
| خوردک                    | بخشی نامعلوم در شهرستان گنبد کاووس | قلی‌آباد                 | ۳۵۰            | ۰              | ۶۰۰۰         | ۱                   | ۰                   |
| خوروش                    | بخشی نامعلوم در شهرستان گنبد کاووس | آزادشهر                 | ۱۲۰۰           | ۰              | ۱۵۰۰۰        | ۱۴                  | ۰                   |
| خونی                     | بخشی نامعلوم در شهرستان گنبد کاووس | سرخنکلاته               | ۹۵۰            | ۰              | ۱۳۰۰۰        | ۲                   | ۰                   |
| خونی                     | بخشی نامعلوم در شهرستان گنبد کاووس | معصوم‌آباد               | ۷۵۰            | ۰              | ۱۲۰۰۰        | ۱۰                  | ۰                   |
| خونی                     | بخشی نامعلوم در شهرستان گنبد کاووس | کمال‌آباد                | ۷۵۰            | ۰              | ۱۰۰۰۰        | ۱۵                  | ۰                   |
| داوودا                   | بخشی نامعلوم در شهرستان گنبد کاووس | جلین                    | ۱۴۰۰           | ۰              | ۱۵۰۰۰        | ۱۲                  | ۰                   |
| درویش ملک                | بخشی نامعلوم در شهرستان گنبد کاووس | کوزن فارس               | ۸۰۰            | ۰              | ۸۰۰۰         | ۳                   | ۰                   |
| دنگ                      | بخشی نامعلوم در شهرستان گنبد کاووس | بلوک غلام               | ۷۰۰۸۰۰۰        | ۰              | ۰            | ۱٫۵                 | ۰                   |
| رئیسی                    | بخشی نامعلوم در شهرستان گنبد کاووس | للدوین                  | ۴۰۰            | ۰              | ۱۱۰۰۰        | ۷                   | ۰                   |
| ربی کلا                  | بخشی نامعلوم در شهرستان گنبد کاووس | حسین‌آباد ملک            | ۳۰۰            | ۰              | ۶۰۰۰         | ۱۲                  | ۰                   |
| رستاقی                   | بخشی نامعلوم در شهرستان گنبد کاووس | چالکی                   | ۲۰۰۰           | ۰              | ۱۵۰۰۰        | ۱۰                  | ۰                   |
| رهبر                     | بخشی نامعلوم در شهرستان گنبد کاووس | اودک دوجی               | ۱۱۰۰           | ۰              | ۱۱۰۰۰        | ۸                   | ۰                   |
| روحه ازبک                | بخشی نامعلوم در شهرستان گنبد کاووس | جلین علیا               | ۹۰۰            | ۰              | ۱۸۰۰۰        | ۱۲                  | ۰                   |
| زال تپه                  | بخشی نامعلوم در شهرستان گنبد کاووس | معصوم‌آباد               | ۱۰۰۰           | ۰              | ۱۶۰۰۰        | ۵                   | ۰                   |
| زرگر                     | بخشی نامعلوم در شهرستان گنبد کاووس | سرخنکلاته               | ۶۵۰            | ۰              | ۱۳۰۰۰        | ۳                   | ۰                   |
| سال کنده رایه            | بخشی نامعلوم در شهرستان گنبد کاووس | سرکلاته                 | ۵۰۰            | ۰              | ۱۵۰۰۰        | ۴                   | ۰                   |
| سالارلشکر                | بخشی نامعلوم در شهرستان گنبد کاووس | میان‌آباد                | ۵۰۰            | ۰              | ۸۰۰۰         | ۱۰                  | ۰                   |
| ساورکلاته                | بخشی نامعلوم در شهرستان گنبد کاووس | ساورکلا                 | ۵۰۰            | ۰              | ۸۰۰۰         | ۲۰۰۰                | ۰                   |
| سجادی                    | بخشی نامعلوم در شهرستان گنبد کاووس | حسین‌آباد ملک            | ۵۰۰            | ۰              | ۱۲۰۰۰        | ۴                   | ۰                   |
| سرباز                    | بخشی نامعلوم در شهرستان گنبد کاووس | سلطان‌آباد               | ۵۰۰            | ۰              | ۵۰۰۰         | ۴                   | ۰                   |
| سفیدارچشمه               | بخشی نامعلوم در شهرستان گنبد کاووس | اوزینه                  | ۳۰۰            | ۰              | ۱۲۰۰۰        | ۳                   | ۰                   |
| سفیددارو                 | بخشی نامعلوم در شهرستان گنبد کاووس | الوکلاته                | ۶۵۰            | ۰              | ۱۰۰۰۰        | ۵                   | ۰                   |
| سنگ قنات                 | بخشی نامعلوم در شهرستان گنبد کاووس | کلاجان سادات            | ۰              | ۰              | ۵۰۰۰         | ۰                   | ۰                   |
| سنگلام                   | بخشی نامعلوم در شهرستان گنبد کاووس | مزرعه                   | ۱۳۰۰           | ۰              | ۱۰۰۰۰        | ۳                   | ۰                   |
| سنگی                     | بخشی نامعلوم در شهرستان گنبد کاووس | معصوم‌آباد               | ۱۰۰۰           | ۰              | ۲۰۰۰۰        | ۱۲                  | ۰                   |
| سنگی                     | بخشی نامعلوم در شهرستان گنبد کاووس | مزرعه                   | ۱۳۰۰           | ۰              | ۹۵۰۰         | ۱۱                  | ۰                   |
| سوخته                    | بخشی نامعلوم در شهرستان گنبد کاووس | شمس‌آباد                 | ۸۰۰            | ۰              | ۱۰۰۰۰        | ۵                   | ۰                   |
| سیدجان رویه              | بخشی نامعلوم در شهرستان گنبد کاووس | تخثی محلی               | ۵۰۰            | ۰              | ۱۷۰۰۰        | ۱۰                  | ۰                   |
| سیدجعفر                  | بخشی نامعلوم در شهرستان گنبد کاووس | خان ببین                | ۵۰۰            | ۰              | ۵۰۰۰         | ۱۸                  | ۰                   |
| سیدرضاحسینی              | بخشی نامعلوم در شهرستان گنبد کاووس | دلند                    | ۸۰۰            | ۰              | ۷۰۰۰         | ۳                   | ۰                   |
| سیدغفوری                 | بخشی نامعلوم در شهرستان گنبد کاووس | تقی‌آباد                 | ۷۰۰            | ۰              | ۰            | ۱۴                  | ۰                   |
| سیدمهدی حسینی            | بخشی نامعلوم در شهرستان گنبد کاووس | دلند                    | ۶۰۰            | ۰              | ۷۰۰۰         | ۵٫۵                 | ۰                   |
| سیدمهدی حسینی            | بخشی نامعلوم در شهرستان گنبد کاووس | دلند                    | ۷۰۰            | ۰              | ۷۰۰۰         | ۴                   | ۰                   |
| شامرز                    | بخشی نامعلوم در شهرستان گنبد کاووس | امیرآباد                | ۷۰۰            | ۰              | ۶۰۰۰         | ۲۵                  | ۰                   |
| شاه منگوئی               | بخشی نامعلوم در شهرستان گنبد کاووس | کوزلی                   | ۰              | ۰              | ۱۰۰۰۰        | ۱۲                  | ۰                   |
| شاهرخ                    | بخشی نامعلوم در شهرستان گنبد کاووس | وحد                     | ۲۷۰۰           | ۰              | ۲۲۰۰۰        | ۶                   | ۰                   |
| شریعتی                   | بخشی نامعلوم در شهرستان گنبد کاووس | نوده ملک                | ۶۰۰            | ۰              | ۱۲۰۰۰        | ۵                   | ۰                   |
| شش دانگ                  | بخشی نامعلوم در شهرستان گنبد کاووس | تقی‌آباد                 | ۴۰۰            | ۰              | ۵۰۰۰         | ۲                   | ۰                   |
| شله بزرگ                 | بخشی نامعلوم در شهرستان گنبد کاووس | ولیک‌آباد                | ۱۲۰۰           | ۰              | ۸۰۰۰         | ۳                   | ۰                   |
| شله کوچک                 | بخشی نامعلوم در شهرستان گنبد کاووس | ولیک‌آباد                | ۳۰             | ۰              | ۱۲۰۰۰        | ۵                   | ۰                   |
| شمشیری                   | بخشی نامعلوم در شهرستان گنبد کاووس | ذبیح‌آباد                | ۷۰۰            | ۰              | ۱۰۰۰۰        | ۶٫۵                 | ۰                   |
| شیخ حسن                  | بخشی نامعلوم در شهرستان گنبد کاووس | چوپلانی                 | ۵۰۰            | ۰              | ۲۰۰۰۰        | ۳                   | ۰                   |
| شیخ علی اکبری            | بخشی نامعلوم در شهرستان گنبد کاووس | دنکلان                  | ۱۳۰۰           | ۰              | ۱۲۰۰۰        | ۱۵                  | ۰                   |
| شیرخانی                  | بخشی نامعلوم در شهرستان گنبد کاووس | سرخنکلاته               | ۷۰۰            | ۰              | ۱۰۰۰۰        | ۱٫۵                 | ۰                   |
| شیرنگی                   | بخشی نامعلوم در شهرستان گنبد کاووس | قلی‌آباد                 | ۱۵۰۰           | ۰              | ۱۰۰۰۰        | ۱۰                  | ۰                   |
| شیروزاده                 | بخشی نامعلوم در شهرستان گنبد کاووس | قنات                    | ۸۰۰            | ۰              | ۱۷۰۰۰        | ۲۰                  | ۰                   |
| صادقی                    | بخشی نامعلوم در شهرستان گنبد کاووس | سازمان صادقی            | ۱۴۰۰           | ۰              | ۱۲۰۰۰        | ۸                   | ۰                   |
| صادقی                    | بخشی نامعلوم در شهرستان گنبد کاووس | معصوم‌آباد               | ۹۰۰            | ۰              | ۱۰۰۰۰        | ۷                   | ۰                   |
| طباطبائی                 | بخشی نامعلوم در شهرستان گنبد کاووس | شیرنگ                   | ۰              | ۰              | ۹۰۰۰         | ۵                   | ۰                   |
| طباطبائی                 | بخشی نامعلوم در شهرستان گنبد کاووس | حسین‌آباد تپه سر         | ۸۰۰            | ۰              | ۷۰۰۰         | ۴                   | ۰                   |
| عباس خانی                | بخشی نامعلوم در شهرستان گنبد کاووس | تقی‌آباد                 | ۳۰۰            | ۰              | ۱۰۰۰۰        | ۴                   | ۰                   |
| عباس رحیمی               | بخشی نامعلوم در شهرستان گنبد کاووس | نودیجه                  | ۰              | ۰              | ۰            | ۴                   | ۰                   |
| عباس رویه                | بخشی نامعلوم در شهرستان گنبد کاووس | زنگی محله               | ۸۵۰            | ۰              | ۲۴۰۰۰        | ۴٫۵                 | ۰                   |
| عباس قلی                 | بخشی نامعلوم در شهرستان گنبد کاووس | حسین‌آباد                | ۱۰۰۰           | ۰              | ۵۰۰۰         | ۱۸                  | ۰                   |
| عباس کلو                 | بخشی نامعلوم در شهرستان گنبد کاووس | نوده ملک                | ۱۱۰۰           | ۰              | ۱۵۰۰۰        | ۳                   | ۰                   |
| عباس‌آباد                 | بخشی نامعلوم در شهرستان گنبد کاووس | حسن‌آباد جلین            | ۱۲۰۰           | ۰              | ۱۵۰۰۰        | ۱۵                  | ۰                   |
| عبدین بیکی               | بخشی نامعلوم در شهرستان گنبد کاووس | سرخنکلاته               | ۷۰۰            | ۰              | ۱۲۰۰۰        | ۸                   | ۰                   |
| عرب کره                  | بخشی نامعلوم در شهرستان گنبد کاووس | ابوذر                   | ۶۰۰            | ۰              | ۱۵۰۰۰        | ۱۵۰۰                | ۰                   |
| عسگرمحله                 | بخشی نامعلوم در شهرستان گنبد کاووس | جلین علیا               | ۱۱۰۰           | ۰              | ۱۵۰۰۰        | ۵                   | ۰                   |
| علی جان                  | بخشی نامعلوم در شهرستان گنبد کاووس | بلوک غلام               | ۶۰۰            | ۰              | ۱۲۰۰۰        | ۱۲                  | ۰                   |
| علی نقی خان              | بخشی نامعلوم در شهرستان گنبد کاووس | کمال‌آباد                | ۳۵۰            | ۰              | ۱۲۰۰۰        | ۲                   | ۰                   |
| علیمی                    | بخشی نامعلوم در شهرستان گنبد کاووس | میان‌آباد                | ۳۰۰            | ۰              | ۵۰۰۰         | ۴                   | ۰                   |
| علی‌آکبر و برادران        | بخشی نامعلوم در شهرستان گنبد کاووس | سرکهریزا                | ۱۰۰۰           | ۰              | ۱۲۰۰۰        | ۳                   | ۰                   |
| عمومی                    | بخشی نامعلوم در شهرستان گنبد کاووس | جنگلده                  | ۵۰۰            | ۰              | ۱۰۰۰۰        | ۳                   | ۰                   |
| عیدی اسفندیاری           | بخشی نامعلوم در شهرستان گنبد کاووس | کلوکن                   | ۳۵۰            | ۰              | ۷۰۰۰         | ۸                   | ۰                   |
| عیدی محمدعلیمردانی       | بخشی نامعلوم در شهرستان گنبد کاووس | مازیاران                | ۱۲۰۰           | ۰              | ۷۵۰۰         | ۱۵                  | ۰                   |
| غلام اشترک               | بخشی نامعلوم در شهرستان گنبد کاووس | دلند                    | ۷۰۰            | ۰              | ۱۲۰۰۰        | ۴                   | ۰                   |
| غلامحسین برزمینی         | بخشی نامعلوم در شهرستان گنبد کاووس | دلند                    | ۵۰۰            | ۰              | ۵۰۰۰         | ۸                   | ۰                   |
| غلامعلی نجفی             | بخشی نامعلوم در شهرستان گنبد کاووس | سنگستان                 | ۱۰۰۰           | ۰              | ۷۰۰۰         | ۶                   | ۰                   |
| غول غوله                 | بخشی نامعلوم در شهرستان گنبد کاووس | جنگلده                  | ۳۵۰            | ۰              | ۹۰۰۰         | ۵                   | ۰                   |
| فاریابی                  | بخشی نامعلوم در شهرستان گنبد کاووس | مرجان‌آباد               | ۱۴۰۰           | ۰              | ۱۳۰۰۰        | ۱۲                  | ۰                   |
| فرج بیکی                 | بخشی نامعلوم در شهرستان گنبد کاووس | سرخنکلاته               | ۱۱۰۰           | ۰              | ۱۵۰۰۰        | ۸                   | ۰                   |
| فغانی                    | بخشی نامعلوم در شهرستان گنبد کاووس | نوده ملک                | ۴۰۰            | ۰              | ۱۴۰۰۰        | ۴                   | ۰                   |
| فیروزه                   | بخشی نامعلوم در شهرستان گنبد کاووس | یساقی                   | ۲۰۰۰           | ۰              | ۱۲۰۰۰        | ۴                   | ۰                   |
| قاسم خانه وزی            | بخشی نامعلوم در شهرستان گنبد کاووس | سعدآباد                 | ۴۰۰            | ۰              | ۶۰۰۰         | ۱۲                  | ۰                   |
| قاضی‌آباد                 | بخشی نامعلوم در شهرستان گنبد کاووس | معصوم‌آباد               | ۱۲۰۰           | ۰              | ۱۴۰۰۰        | ۹                   | ۰                   |
| قربان یوسفی              | بخشی نامعلوم در شهرستان گنبد کاووس | مریم‌آباد                | ۱۰۰۰           | ۰              | ۲۰۰۰۰        | ۸                   | ۰                   |
| قلندرحاجی                | بخشی نامعلوم در شهرستان گنبد کاووس | ینقاق                   | ۱۰۰۰           | ۰              | ۱۲۰۰۰        | ۱                   | ۰                   |
| قلی بابائی               | بخشی نامعلوم در شهرستان گنبد کاووس | سرخنکلاته               | ۳۵۰            | ۰              | ۰            | ۳                   | ۰                   |
| قنات بی بی یان           | بخشی نامعلوم در شهرستان گنبد کاووس | سعدآباد                 | ۳۰۰            | ۰              | ۴۰۰۰         | ۴                   | ۰                   |
| قنات سنگی                | بخشی نامعلوم در شهرستان گنبد کاووس | حکیم‌آباد                | ۱۰۰۰           | ۰              | ۱۰۰۰۰        | ۱۸                  | ۰                   |
| قنات صلاحی               | بخشی نامعلوم در شهرستان گنبد کاووس | اودک دوجی               | ۸۰۰            | ۰              | ۱۱۰۰۰        | ۷                   | ۰                   |
| لمبیده                   | بخشی نامعلوم در شهرستان گنبد کاووس | معصوم‌آباد               | ۹۶۰            | ۰              | ۲۰۰۰۰        | ۷                   | ۰                   |
| مالی                     | بخشی نامعلوم در شهرستان گنبد کاووس | قلمی                    | ۶۰۰            | ۰              | ۲۵۰۰۰        | ۵                   | ۰                   |
| مته محله                 | بخشی نامعلوم در شهرستان گنبد کاووس | معصوم‌آباد               | ۷۰۰            | ۰              | ۲۰۰۰۰        | ۳                   | ۰                   |
| محمدحاجی                 | بخشی نامعلوم در شهرستان گنبد کاووس | قره بلاغ                | ۹۰۰            | ۰              | ۱۰۰۰         | ۳                   | ۰                   |
| محمدرضائی                | بخشی نامعلوم در شهرستان گنبد کاووس | علی‌آباد کنارشهر         | ۱۰۰۰           | ۰              | ۱۴۰۰۰        | ۴                   | ۰                   |
| مختوم قلی اسماعیلی       | بخشی نامعلوم در شهرستان گنبد کاووس | خوجه توپ                | ۷۰۰            | ۰              | ۱۰۰۰۰        | ۱۲                  | ۰                   |
| مرسل                     | بخشی نامعلوم در شهرستان گنبد کاووس | ابوذر                   | ۱۲۰۰           | ۰              | ۱۴۰۰۰        | ۳                   | ۰                   |
| مرسل                     | بخشی نامعلوم در شهرستان گنبد کاووس | ابوذر                   | ۸۰۰            | ۰              | ۱۲۰۰۰        | ۳                   | ۰                   |
| مرسل                     | بخشی نامعلوم در شهرستان گنبد کاووس | ابوذر                   | ۱۰۰۰           | ۰              | ۱۲۰۰۰        | ۲                   | ۰                   |
| مسعود نعیمی              | بخشی نامعلوم در شهرستان گنبد کاووس | خانه وزسادات            | ۶۰۰            | ۰              | ۱۲۰۰۰        | ۱۰                  | ۰                   |
| مشاع تورنگ تپه           | بخشی نامعلوم در شهرستان گنبد کاووس | تورنگ تپه               | ۳۰۰۰           | ۰              | ۱۸۰۰۰        | ۲۰                  | ۰                   |
| مصیب یازرلو              | بخشی نامعلوم در شهرستان گنبد کاووس | زینب‌آباد                | ۳۰۰            | ۰              | ۱۴۰۰۰        | ۱۰                  | ۰                   |
| ملا                      | بخشی نامعلوم در شهرستان گنبد کاووس | سرخنکلاته               | ۶۰۰            | ۰              | ۱۷۰۰۰        | ۸                   | ۰                   |
| ملاقلیچ                  | بخشی نامعلوم در شهرستان گنبد کاووس | کوزلی                   | ۰              | ۰              | ۷۰۰۰         | ۹                   | ۰                   |
| ملامحمد                  | بخشی نامعلوم در شهرستان گنبد کاووس | جنگلده                  | ۵۰۰            | ۰              | ۱۱۰۰۰        | ۶                   | ۰                   |
| ملامحمدبرزمینی           | بخشی نامعلوم در شهرستان گنبد کاووس | دلند                    | ۲۸۰            | ۰              | ۱۰۰۰۰        | ۳٫۵                 | ۰                   |
| ملک علی                  | بخشی نامعلوم در شهرستان گنبد کاووس | چهارچنار                | ۶۰۰            | ۰              | ۶۰۰۰         | ۱۰٫۵                | ۰                   |
| ملک غلام                 | بخشی نامعلوم در شهرستان گنبد کاووس | حسین‌آباد ملک            | ۰              | ۰              | ۰            | ۴                   | ۰                   |
| مهدوی                    | بخشی نامعلوم در شهرستان گنبد کاووس | لاله باغ                | ۲۰۰۰           | ۰              | ۶۰۰۰         | ۲۲                  | ۰                   |
| موسی الرضا               | بخشی نامعلوم در شهرستان گنبد کاووس | حسین‌آباد ملک            | ۵۰۰            | ۰              | ۱۲۰۰۰        | ۵                   | ۰                   |
| موسی خانی                | بخشی نامعلوم در شهرستان گنبد کاووس | نوده ملک                | ۴۰۰            | ۰              | ۱۴۰۰۰        | ۶                   | ۰                   |
| میان ده                  | بخشی نامعلوم در شهرستان گنبد کاووس | مریم‌آباد                | ۹۰۰            | ۰              | ۱۸۰۰۰        | ۳                   | ۰                   |
| میانده                   | بخشی نامعلوم در شهرستان گنبد کاووس | سلطان‌آباد               | ۵۰۰            | ۰              | ۵۰۰۰         | ۵                   | ۰                   |
| میرزاحسینی               | بخشی نامعلوم در شهرستان گنبد کاووس | دلند                    | ۴۵۰            | ۰              | ۷۰۰۰         | ۶                   | ۰                   |
| میرزاحسینی               | بخشی نامعلوم در شهرستان گنبد کاووس | دلند                    | ۱۰۰۰           | ۰              | ۸۰۰۰         | ۷                   | ۰                   |
| میرکاظم                  | بخشی نامعلوم در شهرستان گنبد کاووس | دلند                    | ۷۰۰            | ۰              | ۸۰۰۰         | ۶٫۵                 | ۰                   |
| میقانی                   | بخشی نامعلوم در شهرستان گنبد کاووس | کوزن فارس               | ۷۰۰            | ۰              | ۵۰۰۰         | ۴                   | ۰                   |
| مین باشیان               | بخشی نامعلوم در شهرستان گنبد کاووس | کنکور                   | ۱۷۰۰           | ۰              | ۱۸۰۰۰        | ۱۲                  | ۰                   |
| نارشیرین لته             | بخشی نامعلوم در شهرستان گنبد کاووس | مریم‌آباد                | ۹۰۰            | ۰              | ۱۸۰۰۰        | ۱۰                  | ۰                   |
| نارنج‌آباد                | بخشی نامعلوم در شهرستان گنبد کاووس | الوکلاته                | ۵۰۰            | ۰              | ۱۲۰۰۰        | ۵                   | ۰                   |
| نام قنات نامعلوم         | بخشی نامعلوم در شهرستان گنبد کاووس | قره بلاغ                | ۰              | ۰              | ۹۰۰۰         | ۳                   | ۰                   |
| نام قنات نامعلوم         | بخشی نامعلوم در شهرستان گنبد کاووس | کلوکن                   | ۴۰۰            | ۰              | ۱۲۰۰۰        | ۱۲                  | ۰                   |
| نام قنات نامعلوم         | بخشی نامعلوم در شهرستان گنبد کاووس | انبارتپه                | ۱۰۰۰           | ۰              | ۰            | ۳                   | ۰                   |
| نام قنات نامعلوم         | بخشی نامعلوم در شهرستان گنبد کاووس | املاک                   | ۵۰             | ۰              | ۱۲۰۰۰        | ۱٫۵                 | ۰                   |
| نام قنات نامعلوم         | بخشی نامعلوم در شهرستان گنبد کاووس | ذبیح‌آباد                | ۱۳۰۰           | ۰              | ۱۰۰۰۰        | ۷                   | ۰                   |
| نام قنات نامعلوم         | بخشی نامعلوم در شهرستان گنبد کاووس | بلوک غلام               | ۶۰۰            | ۰              | ۹۰۰۰         | ۵                   | ۰                   |
| نام قنات نامعلوم         | بخشی نامعلوم در شهرستان گنبد کاووس | بلوک غلام               | ۹۰۰            | ۰              | ۱۰۰۰۰        | ۷                   | ۰                   |
| نام قنات نامعلوم         | بخشی نامعلوم در شهرستان گنبد کاووس | سعدآباد                 | ۶۰۰            | ۰              | ۰            | ۰                   | ۰                   |
| نام قنات نامعلوم         | بخشی نامعلوم در شهرستان گنبد کاووس | سعدآباد                 | ۴۰۰            | ۰              | ۶۰۰۰         | ۴                   | ۰                   |
| نام قنات نامعلوم         | بخشی نامعلوم در شهرستان گنبد کاووس | قره باش                 | ۰              | ۰              | ۰            | ۴                   | ۰                   |
| نام قنات نامعلوم         | بخشی نامعلوم در شهرستان گنبد کاووس | گوزن فارس               | ۸۰۰            | ۰              | ۶۰۰۰         | ۳                   | ۰                   |
| نام قنات نامعلوم         | بخشی نامعلوم در شهرستان گنبد کاووس | معصوم‌آباد               | ۸۰۰            | ۰              | ۱۱۰۰۰        | ۸۰۰                 | ۰                   |
| نام قنات نامعلوم         | بخشی نامعلوم در شهرستان گنبد کاووس | کوزن فارس               | ۳۰۰            | ۰              | ۵۰۰۰         | ۲                   | ۰                   |
| نام قنات نامعلوم         | بخشی نامعلوم در شهرستان گنبد کاووس | ازدارتپه                | ۵۰۰            | ۰              | ۱۲۰۰۰        | ۲                   | ۰                   |
| نام قنات نامعلوم         | بخشی نامعلوم در شهرستان گنبد کاووس | شغال تپه                | ۰              | ۰              | ۸۰۰۰         | ۸                   | ۰                   |
| نام قنات نامعلوم         | بخشی نامعلوم در شهرستان گنبد کاووس | پیرواش                  | ۰              | ۰              | ۰            | ۳٫۵                 | ۰                   |
| نام قنات نامعلوم         | بخشی نامعلوم در شهرستان گنبد کاووس | محمدآباد بورت خر        | ۲۰۰۰           | ۰              | ۲۰۰۰۰        | ۲۷                  | ۰                   |
| نام قنات نامعلوم         | بخشی نامعلوم در شهرستان گنبد کاووس | مازیاران                | ۱۵۰۰           | ۰              | ۱۰۰۰۰        | ۱۸                  | ۰                   |
| نام قنات نامعلوم         | بخشی نامعلوم در شهرستان گنبد کاووس | کلفرا                   | ۶۰۰            | ۰              | ۱۳۰۰۰        | ۵                   | ۰                   |
| نام قنات نامعلوم         | بخشی نامعلوم در شهرستان گنبد کاووس | کلفرا                   | ۸۰۰            | ۰              | ۱۵۰۰۰        | ۶۰۰                 | ۰                   |
| نام قنات نامعلوم         | بخشی نامعلوم در شهرستان گنبد کاووس | کارکنده                 | ۵۰۰            | ۰              | ۱۵۰۰۰        | ۴                   | ۰                   |
| نام قنات نامعلوم         | بخشی نامعلوم در شهرستان گنبد کاووس | کریم‌آباد                | ۵۰۰            | ۰              | ۹۰۰۰         | ۴٫۳۰۰۰۰۰۱۹۰۷۳۴۸۶    | ۰                   |
| نام قنات نامعلوم         | بخشی نامعلوم در شهرستان گنبد کاووس | پیرواش                  | ۸۰۰            | ۰              | ۱۰۰۰۰        | ۲                   | ۰                   |
| نام قنات نامعلوم         | بخشی نامعلوم در شهرستان گنبد کاووس | قوش کپری                | ۹۰۰            | ۰              | ۹۰۰۰         | ۵                   | ۰                   |
| نام قنات نامعلوم         | بخشی نامعلوم در شهرستان گنبد کاووس | نوده ملک                | ۶۰۰            | ۰              | ۱۸۰۰۰        | ۴                   | ۰                   |
| نام قنات نامعلوم         | بخشی نامعلوم در شهرستان گنبد کاووس | مزرعه                   | ۱۱۰۰           | ۰              | ۹۰۰۰         | ۱۵                  | ۰                   |
| نام قنات نامعلوم         | بخشی نامعلوم در شهرستان گنبد کاووس | شغال تپه                | ۰              | ۰              | ۹۰۰۰         | ۸                   | ۰                   |
| نام قنات نامعلوم         | بخشی نامعلوم در شهرستان گنبد کاووس | امیرآباد                | ۱۰۰۰           | ۰              | ۶۰۰۰         | ۲۴                  | ۰                   |
| نام قنات نامعلوم         | بخشی نامعلوم در شهرستان گنبد کاووس | شغال تپه                | ۰              | ۰              | ۹۰۰۰         | ۶                   | ۰                   |
| نام قنات نامعلوم         | بخشی نامعلوم در شهرستان گنبد کاووس | شیرنگ                   | ۰              | ۰              | ۱۰۰۰۰        | ۷                   | ۰                   |
| نام قنات نامعلوم         | بخشی نامعلوم در شهرستان گنبد کاووس | دنکلان                  | ۱۳۰۰           | ۰              | ۱۲۰۰۰        | ۲۰                  | ۰                   |
| نام قنات نامعلوم         | بخشی نامعلوم در شهرستان گنبد کاووس | بلوک غلام               | ۱۰۰۰           | ۰              | ۱۵۰۰۰        | ۱۰                  | ۰                   |
| نام قنات نامعلوم         | بخشی نامعلوم در شهرستان گنبد کاووس | قره باش                 | ۰              | ۰              | ۰            | ۴                   | ۰                   |
| نام قنات نامعلوم         | بخشی نامعلوم در شهرستان گنبد کاووس | قشلاق                   | ۵۰۰            | ۰              | ۰            | ۳                   | ۰                   |
| نام قنات نامعلوم         | بخشی نامعلوم در شهرستان گنبد کاووس | قره باش                 | ۰              | ۰              | ۹۰۰۰         | ۶                   | ۰                   |
| نام قنات نامعلوم         | بخشی نامعلوم در شهرستان گنبد کاووس | خان ببین                | ۸۰۰            | ۰              | ۷۰۰۰         | ۴                   | ۰                   |
| نام قنات نامعلوم         | بخشی نامعلوم در شهرستان گنبد کاووس | جنگلده                  | ۱۱۰۰           | ۰              | ۱۰۰۰۰        | ۱۱                  | ۰                   |
| نام قنات نامعلوم         | بخشی نامعلوم در شهرستان گنبد کاووس | قره باش                 | ۰              | ۰              | ۰            | ۵٫۵                 | ۰                   |
| نام قنات نامعلوم         | بخشی نامعلوم در شهرستان گنبد کاووس | جنگلده                  | ۱۰۰۰           | ۰              | ۹۰۰۰         | ۴                   | ۰                   |
| نام قنات نامعلوم         | بخشی نامعلوم در شهرستان گنبد کاووس | دارکلاته                | ۶۰۰            | ۰              | ۱۰۰۰۰        | ۳۵                  | ۰                   |
| نام قنات نامعلوم         | بخشی نامعلوم در شهرستان گنبد کاووس | ثغال تپه                | ۰              | ۰              | ۹۰۰۰         | ۹                   | ۰                   |
| نام قنات نامعلوم         | بخشی نامعلوم در شهرستان گنبد کاووس | ثغال تپه                | ۰              | ۰              | ۵۰۰۰         | ۷                   | ۰                   |
| نام قنات نامعلوم         | بخشی نامعلوم در شهرستان گنبد کاووس | حسین‌آباد                | ۵۵۰            | ۰              | ۸۰۰۰         | ۵                   | ۰                   |
| نام قنات نامعلوم         | بخشی نامعلوم در شهرستان گنبد کاووس | ثغال تپه                | ۰              | ۰              | ۹۰۰۰         | ۷                   | ۰                   |
| نام قنات نامعلوم         | بخشی نامعلوم در شهرستان گنبد کاووس | ثغال تپه                | ۰              | ۰              | ۵۰۰۰         | ۶                   | ۰                   |
| نام قنات نامعلوم         | بخشی نامعلوم در شهرستان گنبد کاووس | ثغال تپه                | ۰              | ۰              | ۹۰۰۰         | ۱۲                  | ۰                   |
| نام قنات نامعلوم         | بخشی نامعلوم در شهرستان گنبد کاووس | حسین‌آباد ملک            | ۷۰۰            | ۰              | ۱۰۰۰۰        | ۱۵                  | ۰                   |
| نام قنات نامعلوم         | بخشی نامعلوم در شهرستان گنبد کاووس | ثغال تپه                | ۰              | ۰              | ۹۰۰۰         | ۴                   | ۰                   |
| نام قنات نامعلوم         | بخشی نامعلوم در شهرستان گنبد کاووس | ثغال تپه                | ۰              | ۰              | ۵۰۰۰         | ۸                   | ۰                   |
| نام قنات نامعلوم         | بخشی نامعلوم در شهرستان گنبد کاووس | حسین‌آباد تپه سر         | ۴۰۰            | ۰              | ۶۰۰۰         | ۵۰۰                 | ۰                   |
| نام قنات نامعلوم         | بخشی نامعلوم در شهرستان گنبد کاووس | سرکلاته                 | ۵۰۰            | ۰              | ۰            | ۰                   | ۰                   |
| نام قنات نامعلوم         | بخشی نامعلوم در شهرستان گنبد کاووس | تیلان                   | ۱۰۰۰           | ۰              | ۸۰۰۰         | ۳                   | ۰                   |
| نام قنات نامعلوم         | بخشی نامعلوم در شهرستان گنبد کاووس | دنکلان                  | ۱۲۰۰           | ۰              | ۱۲۰۰۰        | ۶۰                  | ۰                   |
| نظرخانی                  | بخشی نامعلوم در شهرستان گنبد کاووس | علی‌آباد کنارشهر         | ۹۰۰            | ۰              | ۹۰۰۰         | ۱۲                  | ۰                   |
| نظری                     | بخشی نامعلوم در شهرستان گنبد کاووس | قره بلاغ                | ۳۰۰۰           | ۰              | ۱۰۰۰۰        | ۷                   | ۰                   |
| نورمحمد                  | بخشی نامعلوم در شهرستان گنبد کاووس | قره بلاغ                | ۱۳۰۰           | ۰              | ۱۵۰۰۰        | ۴٫۵                 | ۰                   |
| نوروزخان                 | بخشی نامعلوم در شهرستان گنبد کاووس | سرخنکلاته               | ۸۵۰            | ۰              | ۱۰۰۰۰        | ۵                   | ۰                   |
| وسط ده                   | بخشی نامعلوم در شهرستان گنبد کاووس | مزرعه                   | ۴۰۰            | ۰              | ۱۰۰۰۰        | ۳٫۵                 | ۰                   |
| وفائی                    | بخشی نامعلوم در شهرستان گنبد کاووس | حاجی‌آباد                | ۱۳۰۰           | ۰              | ۱۲۰۰۰        | ۵۰۰                 | ۰                   |
| وقفی                     | بخشی نامعلوم در شهرستان گنبد کاووس | سعدآباد                 | ۳۰۰            | ۰              | ۴۰۰۰         | ۵                   | ۰                   |
| ولی شیر                  | بخشی نامعلوم در شهرستان گنبد کاووس | حیدرآباد                | ۱۵۰۰           | ۰              | ۲۲۰۰۰        | ۱۸                  | ۰                   |
| پااب                     | بخشی نامعلوم در شهرستان گنبد کاووس | سرخنکلاته               | ۷۰۰            | ۰              | ۲۵۰۰۰        | ۳                   | ۰                   |
| پاتپه                    | بخشی نامعلوم در شهرستان گنبد کاووس | کفشگیری                 | ۱۲۰            | ۰              | ۸۰۰۰         | ۶                   | ۰                   |
| پاچنار                   | بخشی نامعلوم در شهرستان گنبد کاووس | سرخنکلاته               | ۴۵۰            | ۰              | ۱۰۰۰۰        | ۶                   | ۰                   |
| پزشکیان                  | بخشی نامعلوم در شهرستان گنبد کاووس | شهیدچمران               | ۱۶۰۰           | ۰              | ۱۸۰۰۰        | ۱۶                  | ۰                   |
| پزشکیان                  | بخشی نامعلوم در شهرستان گنبد کاووس | سنگ تپه                 | ۱۲۰۰           | ۰              | ۲۰۰۰۰        | ۸                   | ۰                   |
| پلیقی                    | بخشی نامعلوم در شهرستان گنبد کاووس | نقی‌آباد                 | ۵۰۰            | ۰              | ۷۰۰۰         | ۳                   | ۰                   |
| چاله آیش                 | بخشی نامعلوم در شهرستان گنبد کاووس | سرکلاته                 | ۸۰۰            | ۰              | ۱۵۰۰۰        | ۶                   | ۰                   |
| چایری                    | بخشی نامعلوم در شهرستان گنبد کاووس | قلی‌آباد                 | ۶۰۰            | ۰              | ۰            | ۵                   | ۰                   |
| چشمه زینعلی              | بخشی نامعلوم در شهرستان گنبد کاووس | شفیع‌آباد                | ۲۰۰            | ۰              | ۸۰۰۰         | ۴                   | ۰                   |
| چشمه سر                  | بخشی نامعلوم در شهرستان گنبد کاووس | باغو                    | ۸۰۰            | ۰              | ۱۰۰۰۰        | ۱۰                  | ۰                   |
| چشمه قنات                | بخشی نامعلوم در شهرستان گنبد کاووس | قره شور                 | ۶۰۰            | ۰              | ۳۰۰۰         | ۳                   | ۰                   |
| چهاردانگ                 | بخشی نامعلوم در شهرستان گنبد کاووس | سوته ده                 | ۷۰۰            | ۰              | ۱۰۰۰۰        | ۷                   | ۰                   |
| چک چکی                   | بخشی نامعلوم در شهرستان گنبد کاووس | سعدآباد                 | ۳۰۰            | ۰              | ۶۰۰۰         | ۵                   | ۰                   |
| کبوداولم                 | بخشی نامعلوم در شهرستان گنبد کاووس | نوده حاجی شریف          | ۸۵۰            | ۰              | ۱۰۰۰۰        | ۱۲                  | ۰                   |
| کبیری                    | بخشی نامعلوم در شهرستان گنبد کاووس | قشلاق                   | ۵۰۰            | ۰              | ۰            | ۲                   | ۰                   |
| کتلی                     | بخشی نامعلوم در شهرستان گنبد کاووس | کفشگیری                 | ۱۵۰            | ۰              | ۸۰۰۰         | ۷                   | ۰                   |
| کتومحله                  | بخشی نامعلوم در شهرستان گنبد کاووس | اوزینه                  | ۱۰۰۰           | ۰              | ۰            | ۳                   | ۰                   |
| کدوی                     | بخشی نامعلوم در شهرستان گنبد کاووس | جنگلده                  | ۴۵۰            | ۰              | ۸۵۰۰         | ۴٫۵                 | ۰                   |
| کرایلی                   | بخشی نامعلوم در شهرستان گنبد کاووس | سازمان کرایلی           | ۲۰۰۰           | ۰              | ۱۳۰۰۰        | ۷                   | ۰                   |
| کربلائی رمضان            | بخشی نامعلوم در شهرستان گنبد کاووس | نقی‌آباد                 | ۴۰۰            | ۰              | ۶۰۰۰         | ۴                   | ۰                   |
| کل آتشی                  | بخشی نامعلوم در شهرستان گنبد کاووس | گوزن فارس               | ۸۰۰            | ۰              | ۵۰۰۰         | ۵                   | ۰                   |
| کل تپه                   | بخشی نامعلوم در شهرستان گنبد کاووس | لاله باغ                | ۲۰۰۰           | ۰              | ۳۰۰          | ۲۵                  | ۰                   |
| کل ملکی                  | بخشی نامعلوم در شهرستان گنبد کاووس | میان‌آباد                | ۴۵۰            | ۰              | ۸۰۰۰         | ۶                   | ۰                   |
| کلو                      | بخشی نامعلوم در شهرستان گنبد کاووس | کلو                     | ۳۰۰            | ۰              | ۱۰۰۰۰        | ۱۶                  | ۰                   |
| کهریز                    | بخشی نامعلوم در شهرستان گنبد کاووس | رستم کلاته              | ۱۰۰۰           | ۰              | ۱۰۰۰۰        | ۵                   | ۰                   |
| گرگانی                   | بخشی نامعلوم در شهرستان گنبد کاووس | پیرواش                  | ۳۰۰            | ۰              | ۶۰۰۰         | ۴                   | ۰                   |
| گل آقا                   | بخشی نامعلوم در شهرستان گنبد کاووس | سعدآباد                 | ۶۰۰            | ۰              | ۶۰۰۰         | ۳                   | ۰                   |
| گوداری                   | بخشی نامعلوم در شهرستان گنبد کاووس | ولیک‌آباد                | ۱۳۰۰           | ۰              | ۱۲۰۰۰        | ۱۲                  | ۰                   |
| یارمحمدآخوند             | بخشی نامعلوم در شهرستان گنبد کاووس | قره بلاغ                | ۱۲۰۰           | ۰              | ۱۰۰۰۰        | ۵                   | ۰                   |
| یداله                    | بخشی نامعلوم در شهرستان گنبد کاووس | جنگلده                  | ۳۰۰            | ۰              | ۱۰۵۰۰        | ۵                   | ۰                   |
| یوسف خان                 | بخشی نامعلوم در شهرستان گنبد کاووس | سرخنکلاته               | ۲۰۰            | ۰              | ۷۰۰۰         | ۲                   | ۰                   |
| یونسی                    | بخشی نامعلوم در شهرستان گنبد کاووس | کوزن فارس               | ۱۲۰۰           | ۰              | ۸۰۰۰         | ۴                   | ۰                   |